# بيامة سفلي (مقاطعة دالاهو)
بيامة سفلي (بالفارسية: بیامه سفلی) هي قرية تقع في كرمانشاه في إيران. يقدر عدد سكانها بـ 359 نسمة بحسب إحصاء 2016.